# Mammillaria bombycina
Mammillaria bombycina (укр. Мамілярія шовкова, Мамілярія бомбіцина) — сукулентна рослина з роду мамілярія родини кактусових.

## Назва

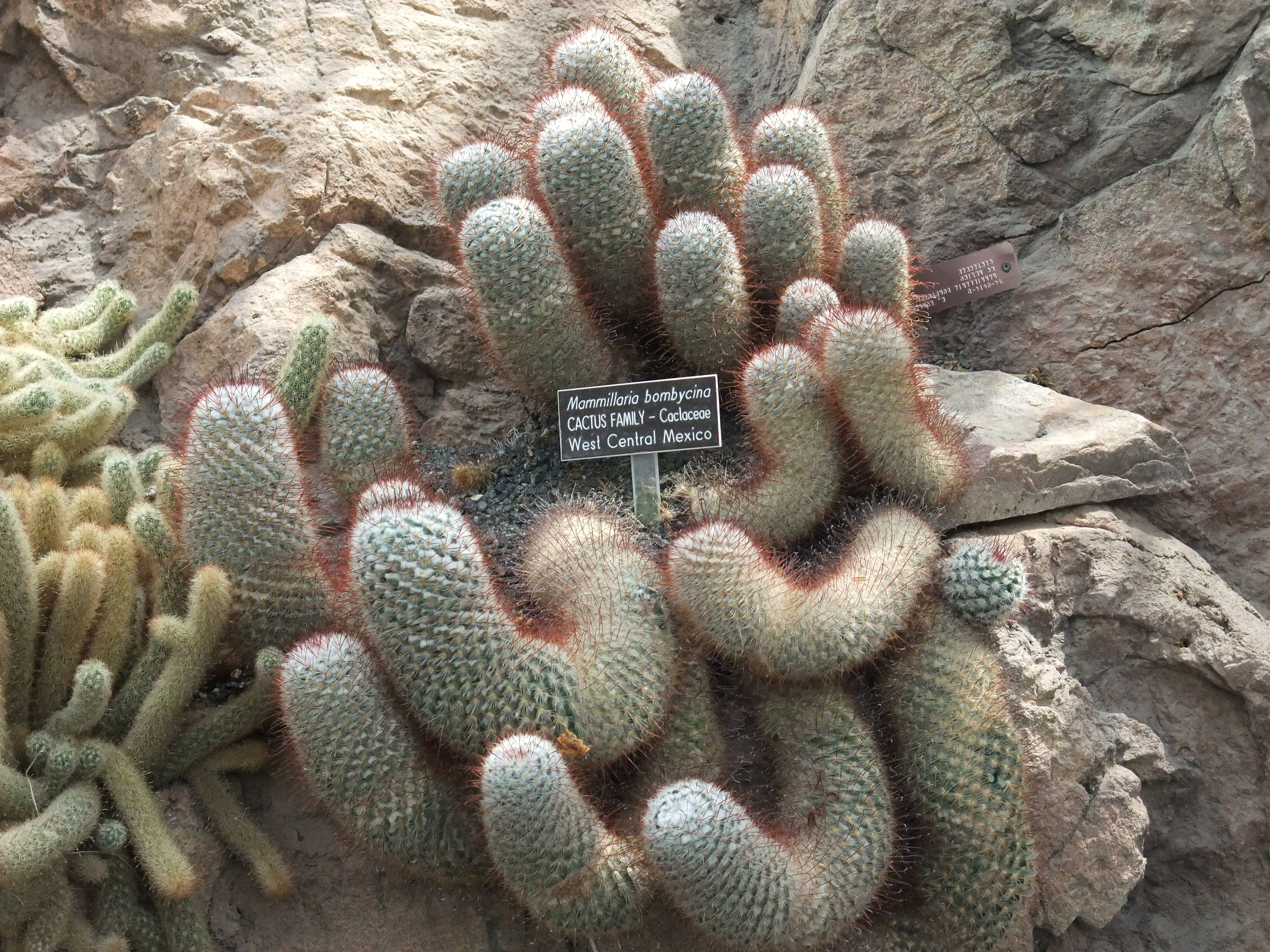
Кущ Mammillaria bombycina

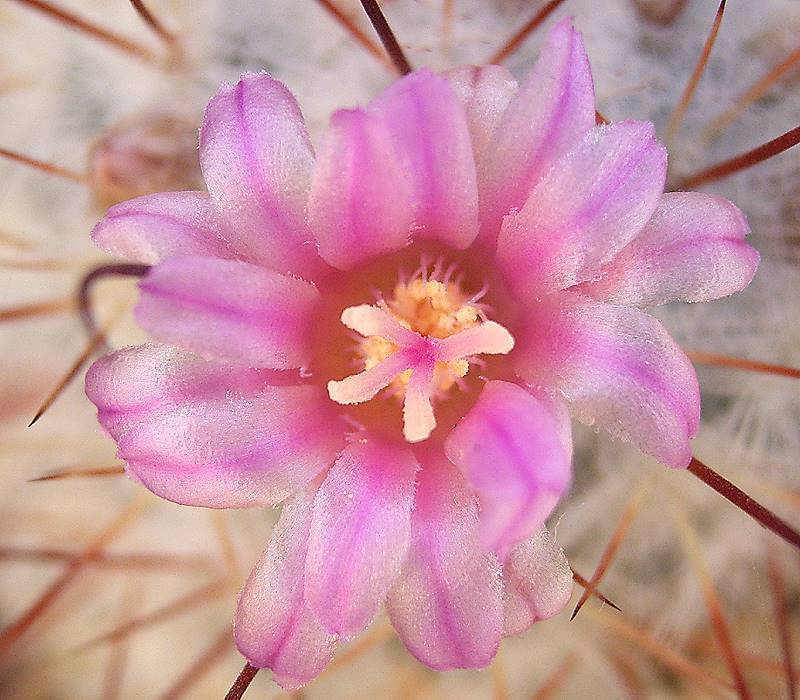
Квітка Mammillaria bombycina

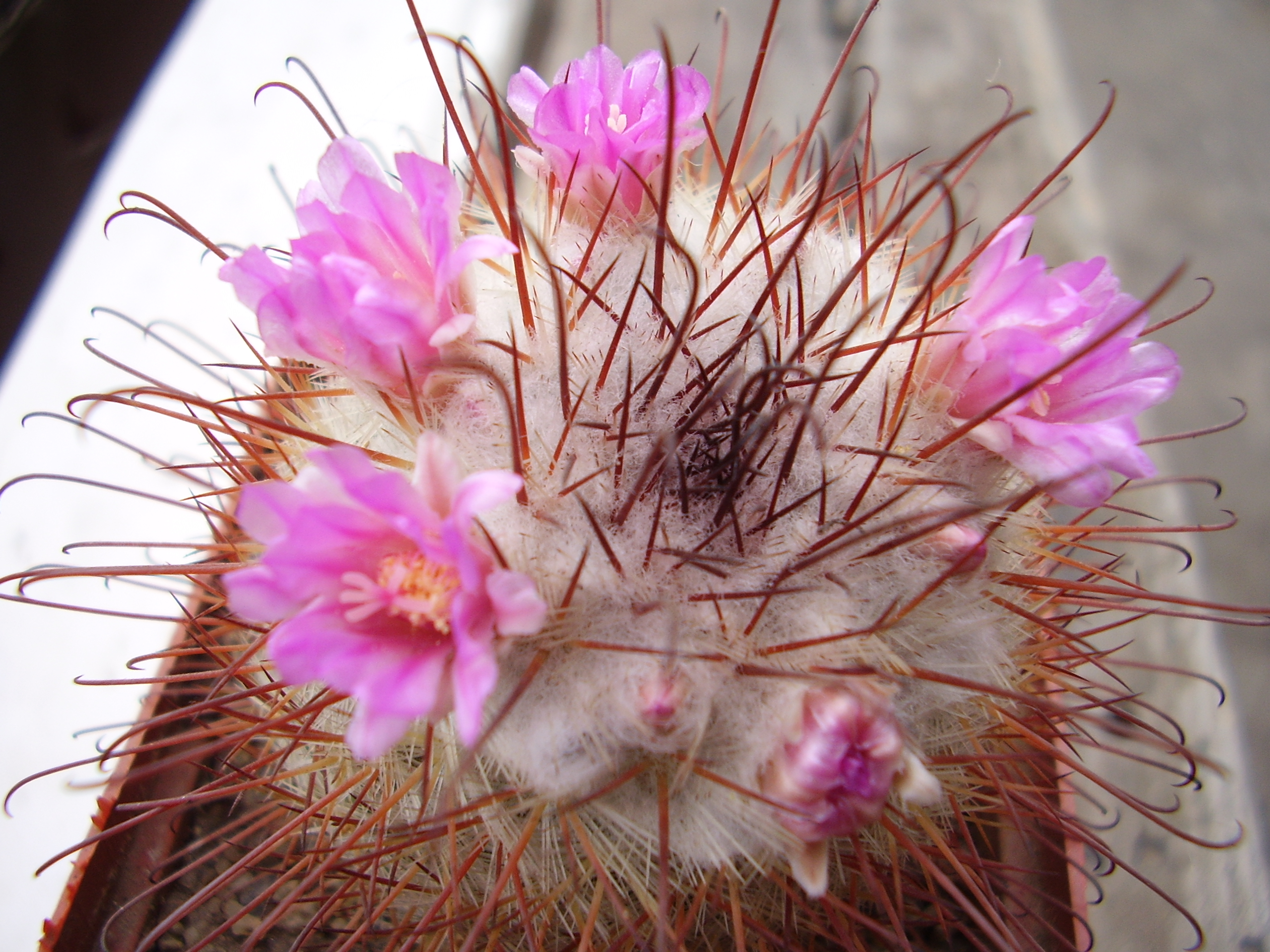
Mammillaria bombicina з колекції Юрія Шостака (Миколаїв, Україна)

Видова назва походить від лат. bombycina — шовкова, атласна і підкреслює натуральний блиск густих колючок.

## Поширення
Mammillaria bombycina є ендемічною рослиною Мексики. Ареал розташований у штатах Агуаскальєнтес і Халіско, високо в горах, на висоті 2 340-2 500 метрів над рівнем моря, в С'єрра-Фріа.

## Опис
Рослини поодинокі, але досить часто формують групи до 80 см завширшки.
| Орган              | Опис |
| Коріння            | |
| Стебло             | дещо здавлене, кулясте, до палицеподібної форми, 7-10 см заввишки, або з віком довші до 14 см, діаметром 5-6 см. За описом К. Мадсена „Культура кактусів“ стебло кругле у молодих рослин до циліндричного, галузисте в нижній частині у дорослих рослин. |
| Епідерміс          | яскраво-зелений. За описом К. Мадсена „Культура кактусів“ — відтінок від яскраво-зеленого до темно-зеленого, що змінюється під впливом сонячного світла. Стебло звичайно трохи блідіше у верхівки, але це скоріше викликається білою шерстю, яка повністю покриває маміли. |
| Маміли             | конічні до циліндричних, тверді і округлі на кінцях, довгі, розташовані щільно, іноді з молочним соком, 15 мм завдовжки, внизу 10 мм завширшки. Маміли впорядковані в спіралі — 11:18. Ці спіралі розташовані за годинниковою стрілкою, а рух проти годинникової стрілки. Якщо розглядати рослини зверху, спіралі завжди знаходяться в певному співвідношенні, це так звана „послідовність Фібоначчі“. |
| Ареоли             | поки молоді — круглі і шерстисті, пізніше злегка овальні і голі. |
| Аксили             | з щільним білим пухом особливо до верхівки і щетинками. |
| Центральні колючки | 3-8, жовті з темними червонувато-коричневими кінцями, прямі, до 11 мм завдовжки, одна з них (найнижча) має на кінці гачок, довша за інші, до 20 мм. У дикому вигляді були помічені тільки червоно-коричневого відтінку з блідішою основою, але в культурі є різні форми кольорів, від білувато-жовтих через жовтувато-коричневі до темномо-червонувато-коричневих. В описі Backeberga — центральних колючок — 2-4, верхні 7 мм завдовжки, бічні 1 см завдовжки, нижні 2 см завдовжки, верхні і бічні колючки прямі, найнижчі колючки з гачками на кінцях, всі витончено-тонкі, ворсисті, в молодості бурштиново-жовті, пізніше білі, кінці коричнево-бурі, верхні відстовбурчені, найнижчі витягнуті. |
| Радіальні колючки  | 30-64, жорсткі, тонкі, голчасті, від склоподібно-білого до жовтувато-білого відтінку, до 8-10 мм завдовжки, розташовані вертикально і горизонтально, вертикальні довші. В описі у Баккеберга — радіальних колючок від 30 до 40, від 2 до 10 мм завдовжки, бічні найдовші, витончено-тонкі, жорсткі, прямі, подекуди ворсисті, більш за все спрямовані по горизонталі, найнижчі і верхні відстовбурчені). |
| Квіти              | воронкоподібні, від рожевих до білих, завдовжки і в діаметрі до 15 мм. |
| Бутони             | з'являються в лютому-березні, розкриваються зазвичай у травні. |
| Зовнішні пелюстки  | зеленувато-червоні біля основи, червоні вгорі. В описі у Баккеберга — внизу зеленувато червоного відтінку, зверху червонувато-білі, ланцетоподібні, загострені, краї з віями. |
| Внутрішні пелюстки | тонші, яскраво-кармінні. В описі у Баккеберга — світло-карміново-червоного відтінку з темнішою смугою по осі, на кінцях з розрізом, краї з віями. |
| Тичинки            | білі біля основи, червоні зверху з жовтими пильовиками. |
| Маточка            | |
| Плоди              | стовбоподібні, рожево-зелені. За описом К. Мадсена „Культура кактусів“ — ягода рожево-біла, до 1,5 см завдовжки і тільки 2 мм в діаметрі. |
| Насіння            | темно-червонувато-коричневе. За описом К. Мадсена „Культура кактусів“ і Баккеберга — насіння дуже маленьке, чорне. |

## Охоронні заходи
Mammillaria bombycina входить до Червоного Списку Міжнародного Союзу Охорони Природи уразливих видів (VU).
Коли цей вид вперше був виявлений в 1988 році, він опинився під великим тиском від незаконного збору. За оцінками, протягом десятирічного періоду відбулося скорочення популяції на 80 %. Тим не менш, з часом рослини стали доступні на ринку та поширилися у колекціях і це знизило тиск на дикі популяції. Крім того, з тих пір були знайдені інші субпопуляції цього виду.
Охороняється Конвенцією про міжнародну торгівлю видами дикої фауни і флори, що перебувають під загрозою зникнення (CITES).